# Cycloponympha perspicua
Cycloponympha perspicua là một loài bướm đêm thuộc họ Lyonetiidae. Nó được tìm thấy ở Nam Phi.